# Camarma de Esteruelas
Camarma de Esteruelas ist eine zentralspanische Gemeinde (municipio) mit 8.106 Einwohnern (Stand: 2024) im Osten der Autonomen Gemeinschaft Madrid. 

## Lage
Camarma de Esteruelas liegt im Osten der Gemeinschaft Madrid. Sie grenzt an Alcalá de Henares, Daganzo de Arriba, Fresno de Torote, Meco und Valdeavero.

## Bevölkerungsentwicklung
| 1842 | 1900 | 1950 | 1981 | 1991 | 2001 | 2011 |
| ---- | ---- | ---- | ---- | ---- | ---- | ---- |
| 366  | 491  | 647  | 1246 | 1401 | 3066 | 6776 |

## Persönlichkeiten
- Gerson Pozo (* 2003), Sprinter